# Kiss (Lil Peep)
Kiss è un singolo del rapper statunitense Lil Peep, pubblicato l'8 giugno 2017.

## Antefatti
Il brano è stato pubblicato originariamente il 3 novembre 2016. Successivamente, Kiss è stato remixato è incluso nella tracklist temporanea dell'album Diamonds di Lil Peep e iLoveMakonnen.

## Tracce
1. Kiss – 4:10 (testo: Gustav Åhr – musica: Smokeasac)